# Руїру
Руїру (англ. Ruiru, суах. Ruiru) — місто на півдні центральної частини Кенії, на території Центральної провінції країни.

## Географія
Абсолютна висота — 1564 метри над рівнем моря. Розташоване всього за 3 км від кордону Найробі і є по своїй суті спальним районом кенійської столиці. Площа Руїру становить 292 км².

## Населення
За даними на 2013 рік чисельність населення становить 188 778 осіб.
Динаміка чисельності населення міста за роками:
| 1979  | 1989   | 1999   | 2013    |
| ----- | ------ | ------ | ------- |
| 1 718 | 23 316 | 79 741 | 188 778 |

## Економіка
У прилеглих до міста районах широко поширені кавові плантації.